# Walter White
Walter Lee White (* 19. Juli 1951 in Charlottesville, Virginia; † 10. April 2019) war ein US-amerikanischer American-Football-Spieler. Er spielte fünf Saisons auf der Position des Tight Ends für die Kansas City Chiefs in der National Football League (NFL).

## Karriere
White spielte College Football am Mesa Junior College in Colorado und anschließend an der University of Maryland.
White wurde im NFL Draft 1975 in der dritten Runde von den Pittsburgh Steelers ausgewählt. Nachdem er sich dort jedoch verletzt hatte, wurde er noch vor Saisonbeginn entlassen, woraufhin ihn die Kansas City Chiefs über das Waiver-System aufnahmen. Hier gewann er den Mack Lee Hill Award als bester Chiefs-Rookie der Saison 1975. In seinem zweiten Jahr gelangte er in die Top 10 der NFL in gefangenen Yards und Touchdowns. Er fing in jenem Jahr 47 Pässe für 808 Yards und 7 Touchdowns, womit er den Chiefs half die zweitbeste Passing-Offense der Liga zu stellen. 1978 startete er erstmals in allen Spielen. In den insgesamt fünf Saisons bei den Chiefs spielte White in 63 Spielen, 37 davon von Beginn an. Er fing 163 Pässe für 2.396 Yards und 16 Touchdowns. Sowohl die Touchdownanzahl, als auch die gefangenen Yards sind jeweils der drittbeste Wert für einen Chiefs-Tight-End.
Nach dem Football arbeitete er 22 Jahre bei der Commerce Bank in Kansas City. Zuletzt war er Vizepräsident der Investmentabteilung. 1989 war White einer der Gründer der Kansas City Ambassadors, einer Gruppe ehemaliger Chiefs-Spieler und -Funktionäre, die die Chiefs bei verschiedenen Veranstaltungen repräsentierten. Er war auch der erste Präsident der Vereinigung.
Im April 2019 starb White im Alter von 67 an Pankreaskrebs.